# 파일 형식

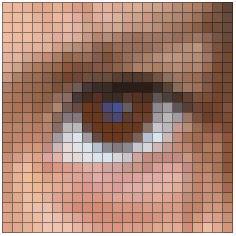

파일 형식은 저장을 목적으로 정보를 컴퓨터 파일로 인코딩하는 특별한 방식이다. 파일 포맷(file format)이라고도 한다. 디스크 드라이브, 곧 어떠한 컴퓨터 기억 장치라도 비트로만 저장할 수 있기 때문에 컴퓨터는 0과 1, 그리고 그와 반대로 정보를 변환하는 방법이 필요했다. 이것들은 형식이 서로 다르고 정보도 다르다. 워드 프로세서 문서와 같은 어떠한 파일 형식 안에 보통 몇 가지 다른 형식들이 주어질 것이다. 이러한 형식들은 가끔 다른 형식들과 서로 충돌하기도 한다.
파일 형식은 사유 포맷과 개방형 포맷으로 나뉜다.

## 파일의 종류 인식 방법
각기 운영 체제는 전통적으로 파일을 구별하는 접근 방법이 다르며 이에 따라 각기 장단점이 존재한다.

### 파일 확장자
윈도우, macOS, CP/M, 도스, VMS, VM/CMS 등 수많은 운영 체제가 사용하는 대중적인 방식은 파일 이름의 끝의 형식을 결정하는 것으로, 특히 점(.) 뒤의 글자를 인식하는 것이다. 파일이름의 일부를 파일 확장자로 부른다.
확장자를 숨기면 보안 위험에 노출될 수 있다. 예를 들어 악의적인 사용자가 겉으로는 정상적인 이름을 가진("휴가 사진.jpg.exe") 실행 프로그램을 만들 수 있는데 여기서 ".exe"를 숨기면 일반 사용자에게는 "휴가 사진.jpg"로 보이게 되어 일반 JPEG 파일로 인식하게 된다. 그러나 운영 체제가 ".exe" 확장자로 인식하여 프로그램을 실행시키게 되면 컴퓨터에 위험을 줄 수 있다.

### 그 외
- 내부 메타데이터
  - 파일 헤더
  - 매직 넘버: 유닉스 계열의 운영 체제에서는 파일 안의 처음에 2바이트의 특별한 집합을 기록하여 구분한다.
- 외부 메타데이터
  - 맥 OS 타입 코드
  - 맥 OS X의 UTI
  - OS/2 확장 특성
  - POSIX 확장 특성
  - MIME 유형
  - 파일 포맷 인식자 (FFID)
  - 파일 콘텐츠 기반 포맷 인증

## 파일 구조
- 구조화되지 않은 포맷 (원본 메모리 덤프)
- 덩어리(chunk) 기반 포맷
- 디렉터리 기반 포맷

## 같이 보기
- 오디오 파일 포맷
- 파일 이름